# Heinrich von Kummer (General, 1874)
Heinrich Wilhelm Gustav Hugo von Kummer (* 12. Mai 1874 in Gatterstädt; † 4. November 1951 in Weimar) war ein deutscher Generalmajor im Zweiten Weltkrieg.

## Leben

### Herkunft
Heinrich entstammte dem 2. Ast der I. Linie der 1786 in den erblichen preußischen Adelsstand erhobenen Familie von Kummer. Er war der älteste Sohn des Herrn auf Bernhagen Emil von Kummer (1837–1898) und dessen Ehefrau Helene, geborene Schumann (1846–1926).

### Militärkarriere
Kummer erhielt seine Erziehung im elterlichen Hause. Nach dem Besuch des Gymnasiums in Greifenberg sowie der Kadettenhäuser in Potsdam und Groß-Lichterfelde wurde er am 22. März 1892 als Sekondeleutnant dem Infanterie-Regiment „von Voigts-Rhetz“ (3. Hannoversches) Nr. 79 der Preußischen Armee in Hildesheim überwiesen. Ab Mitte Oktober 1895 war Kummer als Kompanieoffizier an die Unteroffizierschule in Weißenfels kommandiert und diente ab Oktober 1897 als Adjutant der Ausbildungsstätte. Unter Belassung in seinem Kommando erfolgte am 18. August 1899 seine Versetzung in das 3. Hanseatische Infanterie-Regiment Nr. 163, in dem er seinen Dienst ab dem 1. Oktober 1899 versah. Dort avancierte Kummer Mitte August 1900 zum Oberleutnant. Ende März 1902 stieg er zum Regimentsadjutanten auf und erhielt in dieser Eigenschaft die Erlaubnis zur Annahme des Ritterkreuzes des Greifenordens. Unter Beförderung zum Hauptmann wurde Kummer am 16. Oktober 1906 Adjutant der 17. Infanterie-Brigade in Glogau. Mit der Ernennung zum Kompaniechef im 8. Westpreußischen Infanterie-Regiment Nr. 175 trat er am 16. November 1910 in den Truppendienst zurück.
Im Verbund mit der 69. Infanterie-Brigade nahm Kummer nach Ausbruch des Ersten Weltkriegs mit seinem Regiment an den Kämpfen bei Gumbinnen und Tannenberg teil. Für sein Wirken in der Schlacht an den Masurischen Seen erhielt er das Eiserne Kreuz II. Klasse. Nachdem Kummer Anfang November 1914 zum Major befördert worden war, übernahm er Mitte des Monats die Führung des I. Bataillons im 3. Westpreußischen Infanterie-Regiment Nr. 129 bis zu seiner schweren Verwundung am 8. Januar 1915. Er wurde mit dem Eisernen Kreuz I. Klasse ausgezeichnet und kehrte nach einem Lazarettaufenthalt Anfang August 1915 zu seinem Regiment an der Ostfront zurück. Kurz darauf wurde er als Kommandeur des Füsilier-Bataillons in das Grenadier-Regiment „König Friedrich I.“ (4. Ostpreußisches) Nr. 5 versetzt und fungierte in der Folgezeit zugleich als Regimentsführer. Ende September verlegte sein Verband an die Westfront und lag ab Mitte Oktober 1915 in Stellungskämpfen zwischen Somme und Oise. Für sein Wirken während der Schlacht an der Somme wurde Kummer am 31. März 1917 mit dem Ritterkreuz des Königlichen Hausordens von Hohenzollern mit Schwertern ausgezeichnet. Am 24. März 1918 übernahm er das 6. Rheinische Infanterie-Regiment Nr. 68 in Flandern. Während der dortigen Stellungskämpfe wurde er Mitte April 1918 am Hals sowie der linken Schulter verwundet, abgelöst und daraufhin zu den Offizieren von der Armee versetzt. Nach Lazarettaufenthalt und Gesundung war Kummer vom 2. Juni 1918 über das Kriegsende hinaus bis zum 17. Januar 1919 Kommandeur des Grenadier-Regiments „König Friedrich I.“ (4. Ostpreußisches) Nr. 5. Anschließend erfolgte seine Rückversetzung in das 8. Westpreußische Infanterie-Regiment Nr. 175. Dort war er kurzzeitig Führer des I. Bataillons und ab Mitte Mai Führer einer Freiformation im Grenzschutz.
Am 25. Februar 1920 wurde Kummer als Kommandeur des I. Bataillons im Reichswehr-Infanterie-Regiment 102 in die Vorläufige Reichswehr übernommen. Nach sechsmonatiger Verwendung als Kommandeur des III. Bataillons im Reichswehr-Schützen-Regiment 4 wurde er am 1. Oktober 1920 Kommandeur des Ergänzungsbataillons im Infanterie-Regiment 5 und zugleich Garnisonsältester in Greifswald. In dieser Stellung erfolgte am 30. November 1920 mit Wirkung zum 1. Oktober 1920 seine Beförderung zum Oberstleutnant. Unter Verleihung des Charakters als Oberst wurde Kummer am 31. März 1922 mit Pension und der Berechtigung zum Tragen der Uniform des Grenadier-Regiments „König Friedrich I.“ (4. Ostpreußisches) Nr. 5 der Abschied bewilligt.
Als Zivilangestellter des Reichsausgleichamtes war Kummer von Juni 1922 bis Juli 1926 zunächst bei der Außenstelle in Weimar, dann in Oppeln tätig. Anschließend wurde er L-Offizier beim Stab der 3. Kavallerie-Division in Weimar und war ab September 1934 für ein Jahr Ausbildungsleiter. Nach dem Beginn des Zweiten Weltkriegs wurde Kummer am 11. September 1939 zur Verfügung des Heeres der Wehrmacht gestellt und als Kommandant von Weimar verwendet. In dieser Stellung erfolgte am 1. September 1941 seine Beförderung zum Generalmajor z.V. Ab dem 15. April 1942 befand er sich in der Führerreserve, bis am 31. Mai 1942 seine Mobilmachungsbestimmung aufgehoben und er in den Ruhestand verabschiedet wurde.

### Familie
Kummer hatte sich am 14. Oktober 1902 in Lübeck mit Christine Mumsen (1879–1955) verheiratet. Aus der Ehe gingen der Sohn Udo (* 1903) und die Tochter Beate-Maria (* 1918) hervor.